# Capital Steez
Capital Steez, stylisé Capital STEEZ, de son vrai nom Courtney Everald « Jamal » Dewar Jr., né le 7 juillet 1993 dans le quartier de Flatbush à Brooklyn et décédé le 24 décembre 2012 à Manhattan, est un rappeur américain. STEEZ était membre du collectif Progressive Era, souvent raccourci en Pro Era, formé en 2010 par Jo-Vaughn Virginie Scott (plus connu sous le nom de Joey Bada$$), un de ses camarades du lycée Edward R. Murrow à Brooklyn Midwood, ainsi que d'autres de ses camarades, CJ Fly et Powers Pleasant. Il a notamment été connu pour sa perspective spirituelle unique des éléments de mysticisme égyptien. Il se considérait comme un enfant d'indigo.

## Biographie

### Jeunesse
Capital STEEZ est né le 7 juillet 1993 dans le quartier de Flatbush, à Brooklyn, dans la ville de New York, de parents jamaïcains. Son père décède lorsqu'il n'est encore qu'un enfant. Il étudie au lycée Edward R. Murrow et y rencontre notamment les rappeurs Joey Bada$$, CJ Fly et Powers Pleasant avec qui il forme le collectif Pro Era en 2010.

### Débuts
Capital STEEZ se lance dans le rap en 2009 sous le nom de scène Jay STEEZ aux côtés de son ami Jakk The Rhymer. Ensemble, ils forment le groupe The 3rd Kind et publient une première mixtape intitulée The Yellow Tape. La même année, STEEZ forme ensuite le collectif de hip-hop Pro Era, avec ses amis et lycéens Joey Bada$$, CJ Fly, ainsi qu'avec le DJ et producteur Powers Pleasant,. Le 23 février 2012, une vidéo de la chanson Survival Tactics de Bada$$ en featuring avec Capital STEEZ est mise en ligne sur YouTube, et bien accueillie par la presse spécialisée, popularisant ainsi significativement le collectif Pro Era. Le dernier verset de Capital STEEZ est cité dans la liste des « 25 meilleures lignes finales du rap » par XXL Magazine. Il est cité parmi les « 25 meilleures lignes de rap en 2012 » au magazine Spin,.

### AmeriKKKan Korruption(2012)
Capital STEEZ publie sa première mixtape solo, AmeriKKKan Korruption, le 7 avril 2012 avec 14 pistes. La mixtape a été fortement acclamée depuis sa sortie. Une version remasterisée avec sept pistes supplémentaires est sorti le 10 octobre 2012, comptant désormais 21 pistes. Cette mixtape comporte beaucoup de featurings des membres du collectif Pro Era comme Joey Bada$$, CJ Fly, Chuck Strangers, Dirty Sanchez et Jakk The Rhymer.

### Beast Coast Movement
Capital STEEZ est cofondateur, avec Joey Bada$$, du Beast Coast Movement. Le mouvement contient trois groupes principaux qui sont Pro Era, Flatbush Zombies et The Underachievers. Les trois groupes sont tous originaires de Brooklyn, New York.

## Décès et travaux posthumes
Capital Steez se suicide au matin du 24 décembre 2012,. Le 23 décembre 2012, STEEZ se fraye un chemin jusqu'au toit du siège social du Cinematic Music Group dans le quartier de Flatiron District, à Manhattan. Il envoie un SMS à ses amis les plus proches pour leur dire qu'il les aime et à exactement 23 h 59, il tweete un message disant The End (la fin). Il saute ensuite du toit du building du Cinematic Music Group et meurt sur le coup. Il était âgé de 19 ans. Certaines personnes disent qu'il s'est suicidé à cause de troubles psychologiques,.
En fin avril 2013, Joey Bada$$ annonce la sortie prochaine d'un album posthume de Capital STEEZ. Le 7 juillet 2013, Pro Era publie la chanson King Steelo issue de l'album posthume. Bada$$ confirme ensuite plusieurs chansons inédites prévues pour 2014. Le 24 décembre 2013, un an après la mort de STEEZ, Pro Era publie un clip de sa chanson 47 Piiirates. Pro Era publie ensuite une autre chanson posthume de STEEZ, Shooting Stars, le 7 juillet 2014 pour fêter ses 21 ans. Dans une interview avec MTV, Joey Bada$$ confirme la sortie de l'album posthume, King Capital en 2016.

## Discographie

### Mixtapes
- 2012 : AmeriKKKan Korruption
- 2012 : AmeriKKKan Korruption: Reloaded

### Mixtapes collaboratives
- 2009 : The Yellow Tape (The 3rd Kind avec Jakk The Rhymer)
- 2012 : The Secc$ TaP.E. (avec Pro Era)
- 2012 : P.E.E.P: The aPROcalypse (avec Pro Era)

### Clips musicaux
- 2010 : Stars
- 2012 : Survival Tactics
- 2012 : Vibe Ratings
- 2012 : Free The Robots
- 2012 : Swank Sinatra
- 2013 : Apex
- 2013 : 135
- 2013 : 47 Piiirates